# Sarotherodon tournieri
Sarotherodon tournieri är en fiskart som först beskrevs av Daget, 1965.  Sarotherodon tournieri ingår i släktet Sarotherodon och familjen Cichlidae.

## Underarter
Arten delas in i följande underarter:
- S. t. liberiensis
- S. t. tournieri